# Gnathophausia ingens
Gnathophausia ingens is een kreeftachtigensoort uit de familie van de Gnathophausiidae. De wetenschappelijke naam van de soort is voor het eerst geldig gepubliceerd in 1870 door Dohrn.